# Aloeides dentatus
Aloeides dentatus är en fjärilsart som beskrevs av Swierstra 1909. Aloeides dentatus ingår i släktet Aloeides och familjen juvelvingar. Inga underarter finns listade i Catalogue of Life.